# Deichtorhallen
Deichtorhallen är ett konstmuseum samt fotografiskt museum i Altstadt, Hamburg som öppnade 1989. Museet innehåller samtidskonst samt fotografier och är ett av Europas största inom sin genre. Förutom utställningar har Deichtorhallen även restaurang, cafe samt butik.

## Historia
Deichtorhallens två byggnader byggdes åren 1911–13 och är ikoniska i sin stil. Byggnaderna var ursprungligen saluhallar och byggdes på samma mark där tidigare Berliner Bahnhof hade legat som var slutstation på Järnvägen Berlin–Hamburg. 1989 öppnade museet i hallarna.

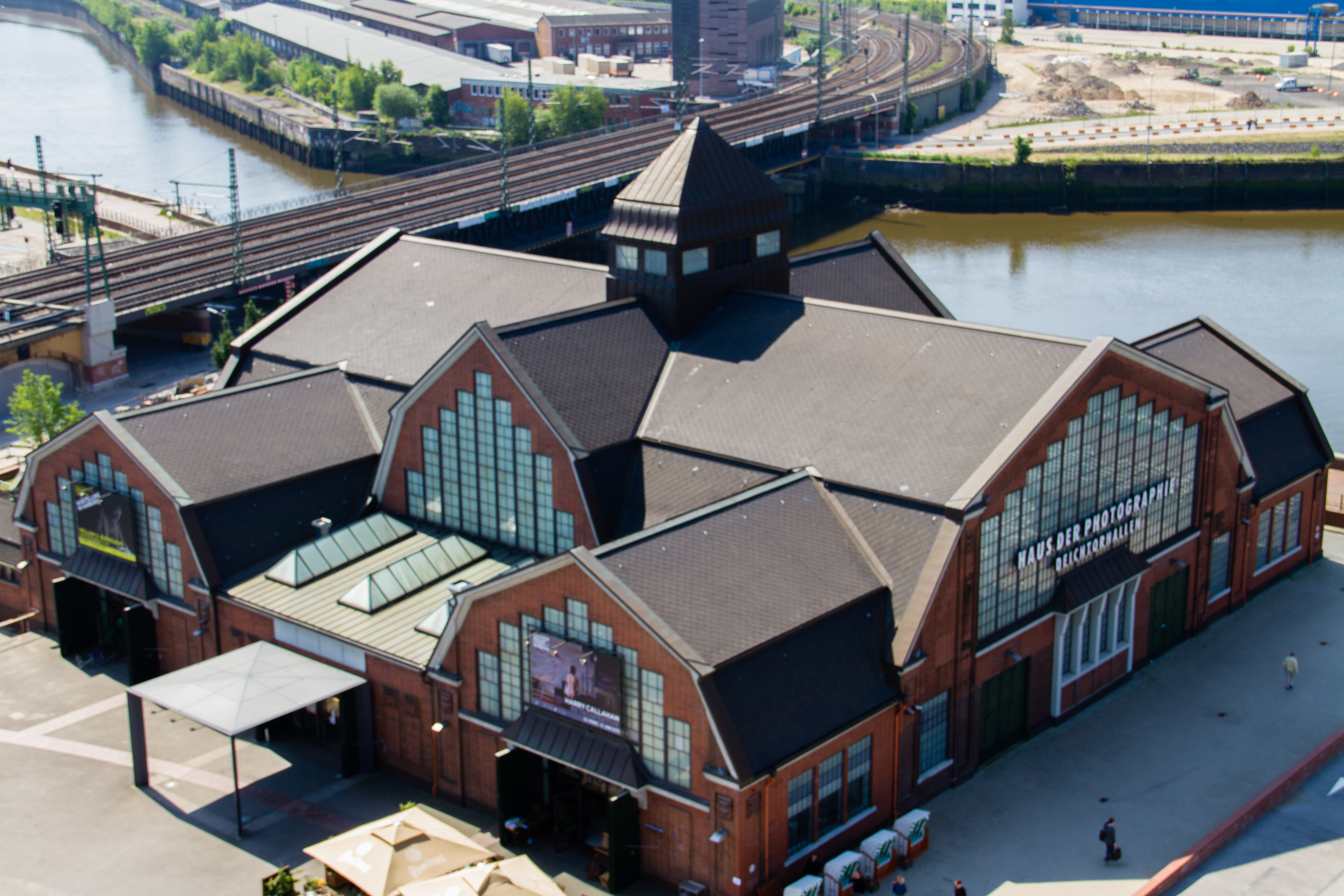
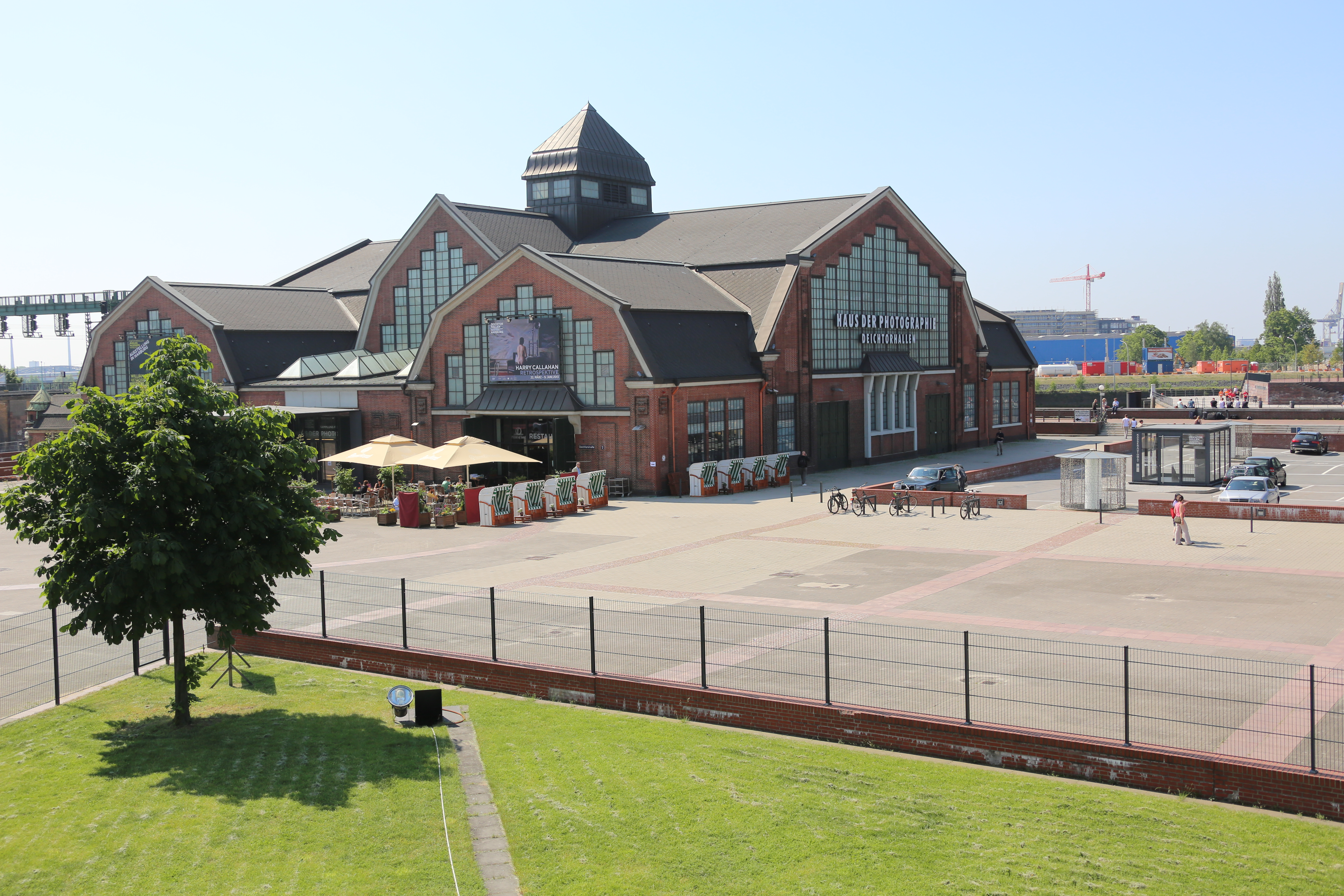
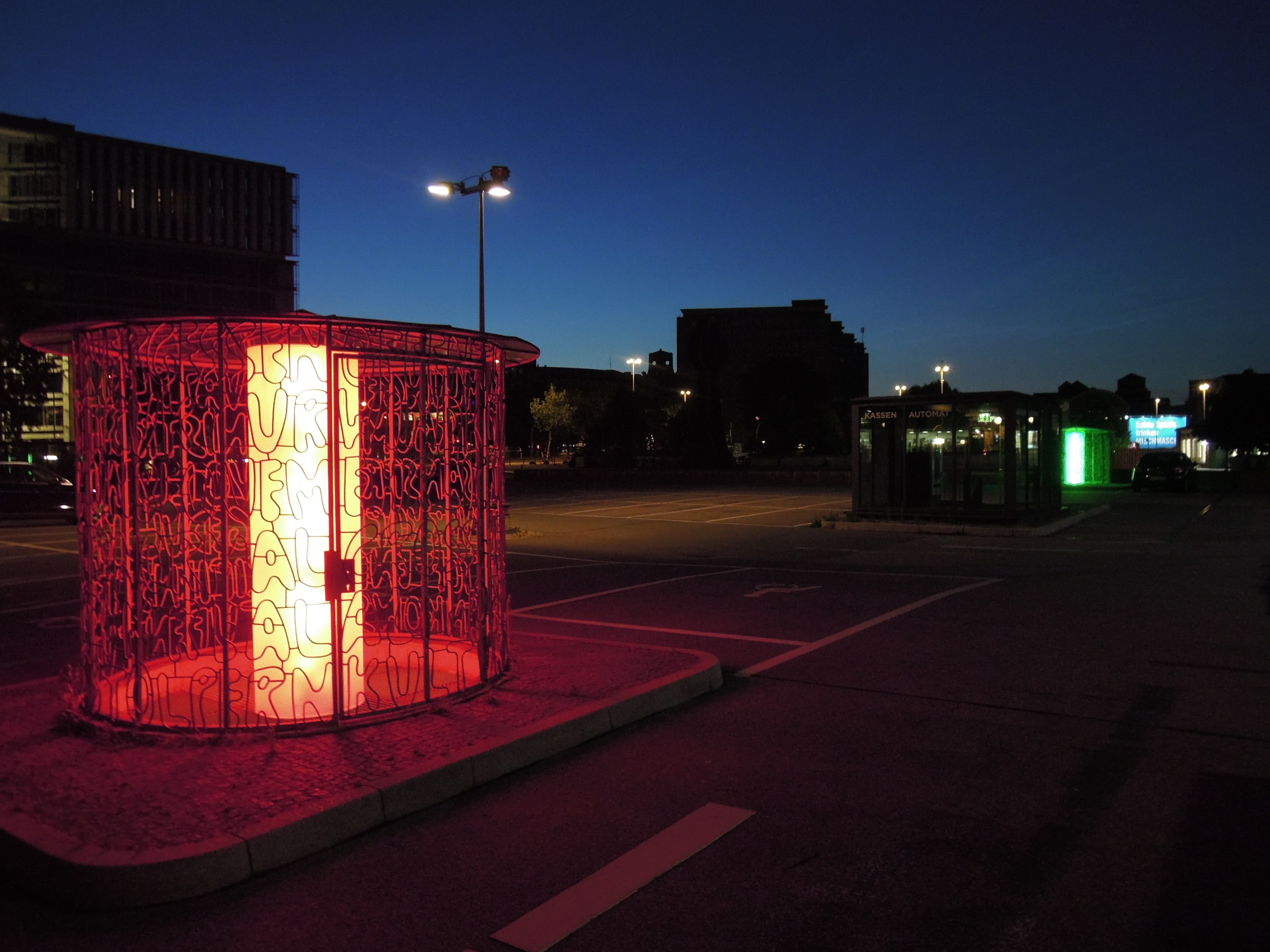
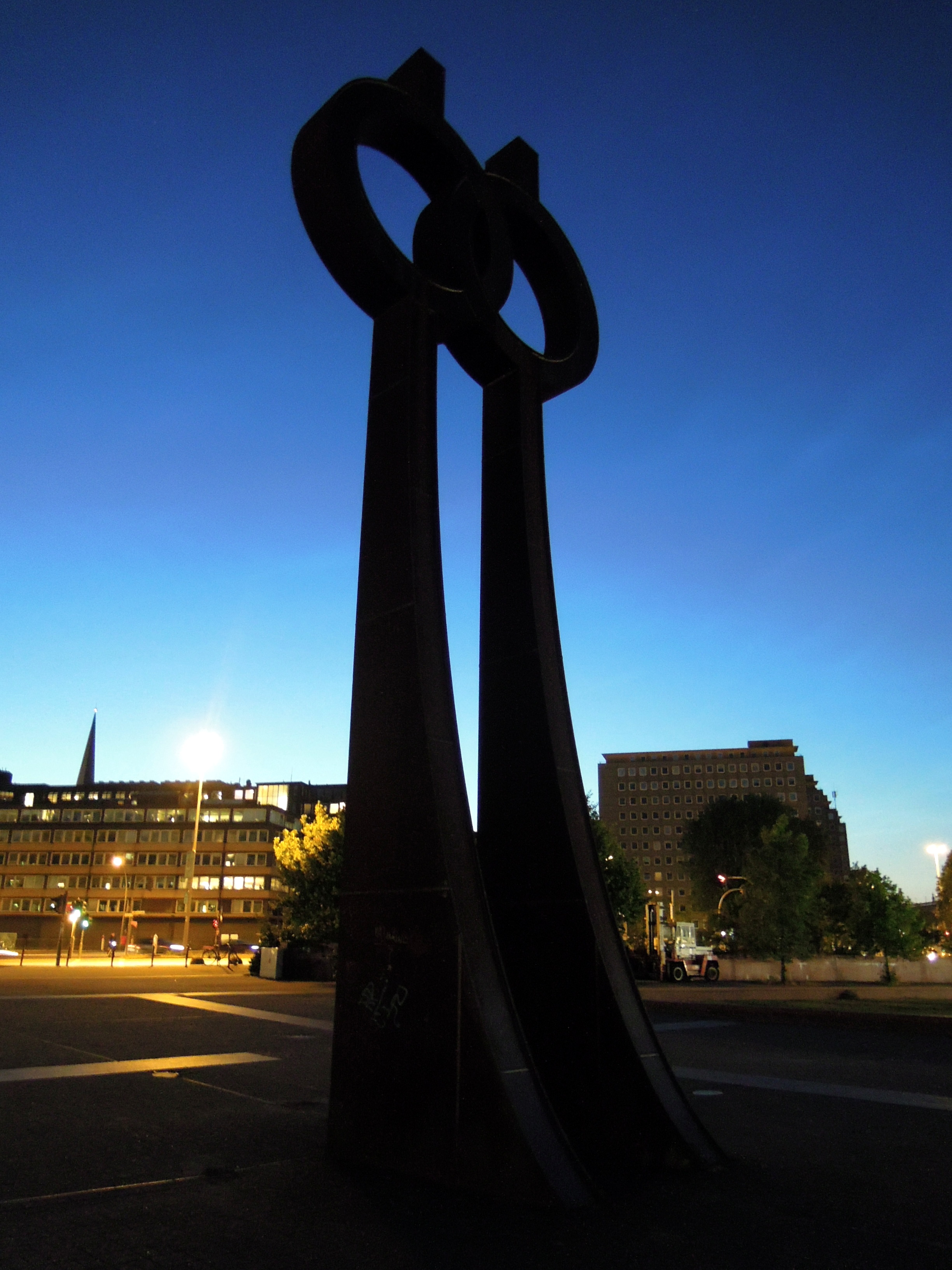